# Innelita
La innelita és un mineral de la classe dels silicats que pertany al grup de la lamprofil·lita. Rep el seu nom del riu Inagli, anomenat Inneli en iacut, que es troba al territori de Sakhà (Rússia).

## Característiques
La innelita és un sorosilicat aprovat per l'Associació Mineralògica Internacional i publicat l'any 1961. La seva fórmula química va ser redefinida l'any 2023, passant a ser: Ba₄Ti₂Na(NaMn²⁺)Ti(Si₂O₇)₂[(SO₄)(PO₄)]O₂[O(OH)]. Cristal·litza en el sistema triclínic. La seva duresa a l'escala de Mohs es troba entre 4,5 i 5. És el sulfat anàleg de la fosfoinnelita.
Segons la classificació de Nickel-Strunz, la innelita pertany a «09.BE - Estructures de sorosilicats, amb grups Si₂O₇, amb anions addicionals; cations en coordinació octaèdrica [6] i major coordinació» juntament amb els següents minerals: wadsleyita, hennomartinita, lawsonita, noelbensonita, itoigawaïta, ilvaïta, manganilvaïta, suolunita, jaffeïta, fresnoïta, baghdadita, burpalita, cuspidina, hiortdahlita, janhaugita, låvenita, niocalita, normandita, wöhlerita, hiortdahlita I, marianoïta, mosandrita, nacareniobsita-(Ce), götzenita, hainita, rosenbuschita, kochita, dovyrenita, baritolamprofil·lita, ericssonita, lamprofil·lita, ericssonita-2O, seidozerita, nabalamprofil·lita, grenmarita, schüllerita, lileyita, murmanita, epistolita, lomonossovita, vuonnemita, sobolevita, fosfoinnelita, yoshimuraïta, quadrufita, polifita, bornemanita, xkatulkalita, bafertisita, hejtmanita, bykovaïta, nechelyustovita, delindeïta, bussenita, jinshajiangita, perraultita, surkhobita, karnasurtita-(Ce), perrierita-(Ce), estronciochevkinita, chevkinita-(Ce), poliakovita-(Ce), rengeïta, matsubaraïta, dingdaohengita-(Ce), maoniupingita-(Ce), perrierita-(La), hezuolinita, fersmanita, belkovita, nasonita, kentrolita, melanotekita, til·leyita, kil·lalaïta, stavelotita-(La), biraïta-(Ce), cervandonita-(Ce) i batisivita.

## Formació i jaciments
Va ser descrita l'any 1960 a partir de mostres recollides al massís de Yakokut i al massís d'Inagli, a Sakhà (Rússia). També ha estat descrita al complex alcalí de Red Wine, al Labrador (Canadà).